# ساشا ماثيوز
ساشا ماثيوز (بالإنجليزية: Sasha Matthews)‏ هي فنانة أمريكية، ولدت في 24 أغسطس 2004.

## وصلات خارجية
- الموقع الرسمي
- ساشا ماثيوز على موقع IMDb (الإنجليزية)